# 東京ライフ
「東京ライフ」（とうきょうらいふ）は、1989年5月1日にポリドールから発売されたKAN5作目のシングル。

## 解説
- 4thアルバム『HAPPY TITLE -幸福選手権-』からの先行シングル。
- 「東京ライフ」は1992年発売シングル「こっぱみじかい恋」のカップリングおよびベスト・アルバム『めずらしい人生』にて新録ヴァージョンを収録。

## 収録曲
全曲　作詞・作曲・編曲：KAN
1. 東京ライフ
2. 君から目がはなせない